# Калобє
Калобє (словен. Kalobje) — поселення в общині Шентюр, Савинський регіон, Словенія. 
Висота над рівнем моря: 600 м.